# Les Dames de Rome
Les Dames de Rome est le 2e tome de la trilogie La Reine oubliée de Françoise Chandernagor et a été publié en 2012.

## Résumé
En -29, Octave-Auguste enlève les trois enfants que Cléopâtre a eus avec Marc Antoine, le soir du suicide de celle-ci, et les emmène à Rome. Les jumeaux, Séléné et Alexandre, sont chez Octavie, sœur d'Octave et épouse délaissée de Marc Antoine. 
Mais Alexandre meurt. Après l'assassinat de César, c'est son petit-neveu Auguste qui le remplace. Adulte, Séléné partage la vie des dames de la famille impériale : pièces maîtresses ou simples pions ? Elle reste la seule à ne pas être mariée. Finalement, elle va en Maurétanie pour y épouser le roi, Juba II.